# Omri Gandelman
Omri Gandelman (in ebraico עמרי גאנדלמן‎?; 16 maggio 2000) è un calciatore israeliano, centrocampista del Gent.

## Carriera

### Club
Cresciuto nel settore giovanile dell'Hapoel Tel Aviv, debutta in prima squadra il 31 luglio 2019 in occasione dell'incontro di Coppa Toto vinto 3-1 contro l'Ironi K. Shmona.

### Nazionale
Ha giocato nella nazionale israeliana Under-21.
Nel 2021 ha esordito nella nazionale maggiore israeliana.

## Statistiche
Statistiche aggiornate al 19 agosto 2023.

### Presenze e reti nei club
| Stagione               | Squadra                | Campionato             | Campionato | Campionato | Coppe nazionali | Coppe nazionali | Coppe nazionali | Coppe continentali | Coppe continentali | Coppe continentali | Altre coppe | Altre coppe | Altre coppe | Totale | Totale | Totale |
| Stagione               | Squadra                | Comp                   | Pres       | Reti       | Comp            | Pres            | Reti            | Comp               | Pres               | Reti               | Comp        | Pres        | Reti        | Pres   | Reti   |        |
| ---------------------- | ---------------------- | ---------------------- | ---------- | ---------- | --------------- | --------------- | --------------- | ------------------ | ------------------ | ------------------ | ----------- | ----------- | ----------- | ------ | ------ | ------ |
| 2019-2020              | Maccabi Netanya        | LHA                    | 6          | 0          | CI+TC           | 0+2             | 0               |                    | -                  | -                  |             | -           | -           | 8      | 0      |        |
| 2020-2021              | Maccabi Netanya        | LHA                    | 32         | 1          | CI+TC           | 2+4             | 0               |                    | -                  | -                  |             | -           | -           | 38     | 1      |        |
| 2021-2022              | Maccabi Netanya        | LHA                    | 34         | 2          | CI+TC           | 2+0             | 0+0             |                    | -                  | -                  |             | -           | -           | 36     | 2      |        |
| 2022-2023              | Maccabi Netanya        | LHA                    | 28         | 6          | CI              | 6               | 2               |                    | -                  | -                  |             | -           | -           | 34     | 8      |        |
| Totale Maccabi Netanya | Totale Maccabi Netanya | Totale Maccabi Netanya | 100        | 9          |                 | 16              | 2               |                    | -                  | -                  |             | -           | -           | 116    | 11     |        |
| 2023-2024              | Gent                   | PL                     | 0          | 0          | CB              | 0               | 0               | UECL               | 0                  | 0                  |             | -           | -           | 0      | 0      |        |
| Totale carriera        | Totale carriera        | Totale carriera        | 100        | 9          |                 | 16              | 2               |                    | -                  | -                  |             | -           | -           | 116    | 11     |        |